# Katarzyna Jarosz-Rabiej
Katarzyna Jarosz-Rabiej  (* 4. September 1946 in Zielona Góra) ist eine polnische Lyrikerin, Schriftstellerin, Herausgeberin und Kabarettistin.

## Werdegang
Katarzyna Jarosz-Rabiej arbeitete unter anderem im Staatsarchiv in Stary Kisielin bei Zielona Góra und ist inzwischen emeritiert.
Sie debütierte 1978 mit dem Gedicht „Dla Przyjaciela“ in der Zeitung „Zastalowiec“. Ihren ersten eigenen Lyrikband „Dedykacje“ publizierte sie 1996. Ihre Texte wurden ins Englische, Deutsche, Russische, Ukrainische, Griechische und Französische übersetzt. Sie ist Mitorganisatorin der Uniwersytet Poezjii sowie Patin des Internationalen Lyrikwettbewerbs „O srebrne pióro Papuszy“, benannt nach der Lyrikerin „Papusza“.
In den 1990er Jahren war sie Teilnehmerin auf dem deutsch-polnischen Poetendampfer auf der Oder. 1997 trat sie dem Polnischen Schriftstellerverband ZLP bei und ist Vizepräsidentin des Stowarzyszenia Jeszcze Żywych Poetów in Zielona Góra. Des Weiteren schreibt sie Texte für das Kabarett „Monte Verde“ und tritt dort auf. Sie spielt ebenso im Theater „Czego Nigdy“ des Regisseurs Roman Więckowski. Ihre Texte wurden in zahlreichen Anthologien (in Übersetzungen ins Deutsche und Ukrainische) publiziert.
Katarzyna Jarosz-Rabiej wohnt in Zielona Góra.

## Werke

### Lyrik
- Dedykacje. Organon, Zielona Góra 1996, ISBN 83-905914-6-4.[7]
- Noc nad miastem. Organon, 1999, ISBN 83-8729413-6.
- Dorosnąć do bólu. Organon, 2007, ISBN 978-83-8729442-7.
- Otuleni poświatą metafor. Organon, 2007, ISBN 978-83-61197-08-9.
- Julia z ulicy Jeleniej = Julia from Jelenia Street. Übersetzung ins Englische von Agnieszka Haupe-Kalka. 2010, ISBN 978-83-87294-61-8, (polnisch, englisch).
- Żywe oczy wiersza / Augen des Gedichts, Lyrikanthologie, polnisch-deutsch,  Hg. Jolanta Pytel und Czesŀaw Sobkowiak, Organon, Zielona Góra 2001. ISBN 83-87294-25-X

### Erzählungen
- Smak lebiody. Organon, 2005, ISBN 83-87294-33-0.
- Absynt po polsku. Wydawnictwo Organon, 2013, ISBN 978-83-87294-77-9.[8]

### Herausgaben
- Poddasze poetów: antologia wierszy Stowarzyszenia Jeszcze Żywych Poetów. Jolanta Pytel, Katarzyna Jarosz-Rabiej, Wągrowieckie Stowarzyszenie Szlaku Cysterskiego. 2005, ISBN 83-921635-0-8.

## Preise
- Erotikpreis zum „Turniej Jednego Wiersza“ zu den Niederneißischen Literaturtagen 1997 in Zgorzelec
- Lyrikwettbewerb „Słowem malowane“ 2002 und 2003
- Literaturwettbewerb der Stadtbibliothek Guben 2003 und 2004
- Grand-Prix zum „Konkurs Jednego Wiersza“ 2009 in Zielona Góra
- Jakub-Wojciechowski-Kulturpreis(1995)
- Nominierung zum „Wawrzynu Lubuskiego“ für den Gedichtband Dorosnąć do bólu (2008)
- Kulturpreis des Stadtpräsidenten von Zielona Góra (2010)[9]
- Waśkiewicz-Literaturpreis des Schriftstellerverbandes ZLP (2014)